# تقويم دائم
التقويم الدائم هو تقويم صالح لسنوات عديدة، وهو مصمم عادة للبحث عن يوم من أيام الأسبوع لتاريخ معين في الماضي أو المستقبل.
بالنسبة للتقويمين الغريغوري واليولياني، يتكون التقويم الدائم عادةً من واحد من ثلاثة اختلافات عامة:
1. أربعة عشر تقويمًا لمدة عام واحد، بالإضافة إلى جدول يوضح التقويم المكون من عام واحد الذي سيتم استخدامه لأي سنة معينة. تنقسم هذه التقاويم ذات السنة الواحدة بالتساوي إلى مجموعتين من سبعة تقاويم: سبعة لكل سنة مشتركة (السنة التي لا تحتوي على 29 فبراير) مع بدء كل تقويم من السبعة في يوم مختلف من الأسبوع، وسبعة لكل سنة كبيسة ، مرة أخرى مع بدء كل يوم في يوم مختلف من الأسبوع، بإجمالي أربعة عشر. (انظر الرسالة الدومينيكية للتعرف على نظام تسمية شائع للتقويمات الأربعة عشر.)
2. سبعة تقاويم (31 يومًا) لمدة شهر واحد (أو سبعة تقاويم يبلغ طول كل منها 28-31 يومًا، بإجمالي 28) وجدول واحد أو أكثر لإظهار التقويم المستخدم لأي شهر معين. تنزلق بعض جداول التقويمات الدائمة مقابل بعضها البعض بحيث تكشف محاذاة المقياسين مع بعضهما البعض عن تقويم الشهر المحدد عبر آلية المؤشر أو النافذة. يمكن دمج التقاويم السبعة في تقويم واحد، إما مع 13 عمودًا تم الكشف عن سبعة منها فقط، أو بأسماء أيام الأسبوع المتحركة (كما هو موضح في صورة التقويم الدائم للجيب).
3. مزيج من الإصدارين المذكورين أعلاه - تقويم لمدة عام واحد يتم فيه تثبيت أسماء الأشهر وإظهار أيام الأسبوع والتواريخ على قطع متحركة يمكن تبديلها حسب الضرورة.